# Jüdischer Friedhof Aleksotas
Koordinaten: 54° 53′ 9,1″ N, 23° 54′ 27,4″ O

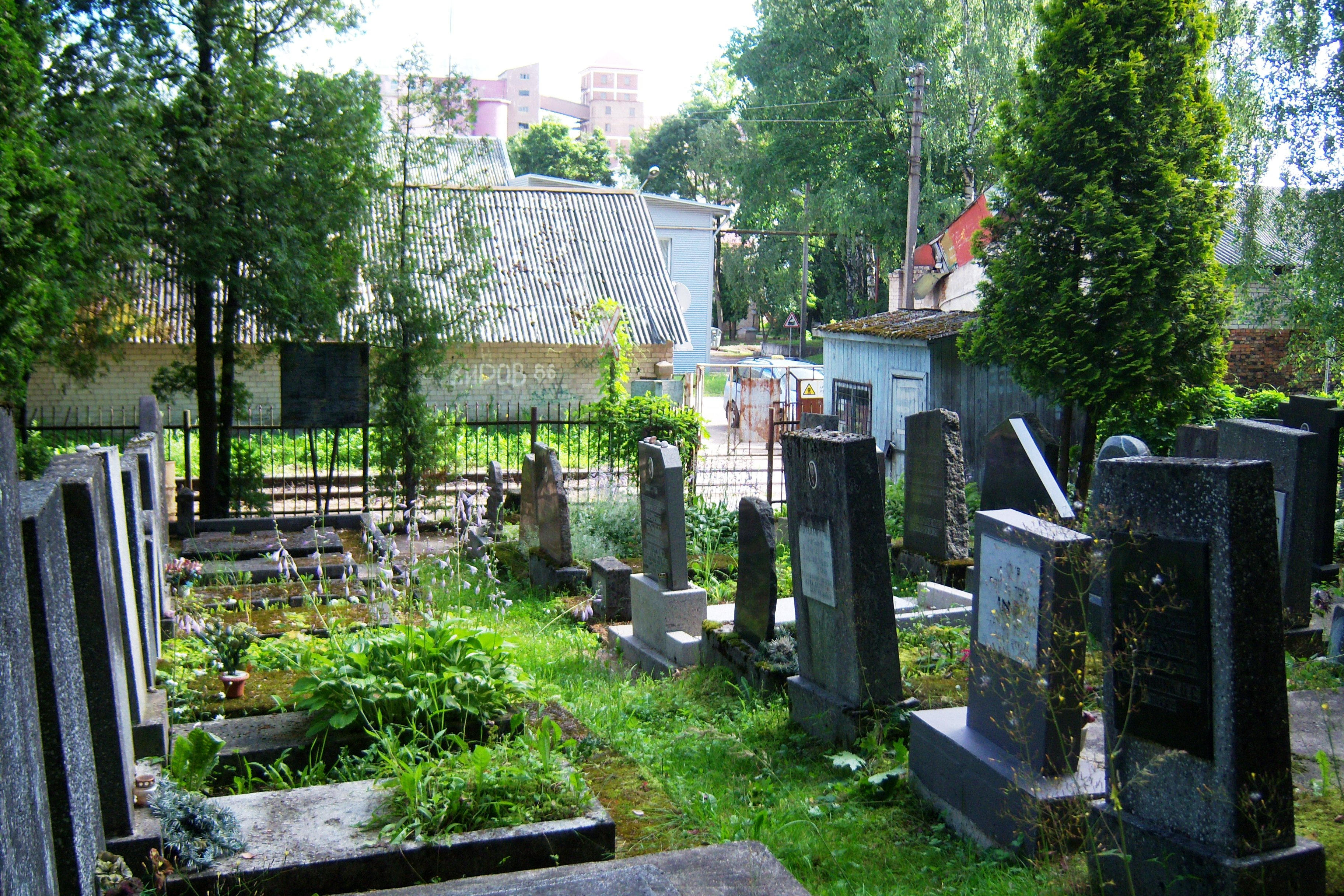
Jüdischer Friedhof Aleksotas (2012)

Der Jüdische Friedhof Aleksotas (lit. Aleksoto žydų kapinės) ist ein jüdischer Friedhof von Aleksotas, einem Stadtteil von Kaunas in Litauen. Er ist 1,03 ha groß und befindet sich im Stadtgebiet Žemoji Freda beim Unternehmensgelände von Kauno grūdai. Der jüdische Friedhof wurde im 19. Jahrhundert errichtet.